# Легін Валерій Петрович
Вале́́рій Петро́вич Ле́́гін (нар. 1 квітня 1954, Пермська область, РРФСР, СРСР, нині Пермський край, Росія) — український актор театру, кіно та дубляжу. Заслужений артист України (1994), Народний артист України (2008).

## Життєпис
Народився 1 квітня 1954 року у Пермській області, РРФСР (зараз це Пермський край, Росія). За словами актора, він переїхав до Львова у віці 4 років.
У 1976 році закінчив навчання на акторському факультеті Київського державного інституту театрального мистецтва імені Івана Карпенка-Карого, навчався на курсі Миколи Рушковського.
Працював у Білорусі — Могильовському театрі драми та Мінському ТЮГу.
Є провідним актором Молодого театру Києва, на сцені якого виступає з 1979 року. Виступає у виставах Експериментального (драматичний театр абсурду).
З початку 2000-х років активно знімається в телесеріалах.

## Творчість

### Акторська фільмографія
- «Спокута» (фільм-спектакль) (1985)
- «Капітанша» (фільм-спектакль) (1987)
- «На своїй землі» (1987)
- «Це ми, Господи!..» (1990)
- «Буйна» (1990)
- «Українська вендетта» (1990)
- «Це ми, панове…» (1990)
- «Хрест милосердя» (1991)
- «Свічка» (1991)
- «У тій царині небес…» (1992)
- «Для домашнього огнища» (1992)
- «Мелодрама із замахом на вбивство» (1992)
- «Тарас Шевченко. Заповіт» (1992—1997)
- «Атентат — Осіннє вбивство в Мюнхені» (1995)
- «Страчені світанки» (1995)
- «Слід перевертня» (2001)
- «Лялька» (2002)
- «Під дахами великого міста» (2002)
- «І світ мене не спіймав. Григорій Сковорода» (2004)
- «Любов сліпа» (2004)
- «Попіл Феніксу» (2004)
- «Братство» (2005)
- «Повернення Мухтара» (2—3 сезони) (2005—2006)
- «Новий російський романс» (2005)
- «А життя продовжується…» (2006)
- «Богдан-Зиновій Хмельницький» (2006)
- «Повернути Віру» (2006)
- «Міський романс» (2006)
- «Дев'ять життів Нестора Махна» (2006)
- «Опер Крюк» (2006)
- «П'ять хвилин до метро» (2006)
- «Утьосов. Пісня довжиною в життя» (2006)
- «Розплата за гріхи» (2006—2007)
- «Ліквідація» (2007)
- «Ситуація 202» (2007)
- «Вітання Вам!» (2007)
- «Смерть шпигунам!» (2007)
- «За все тобі дякую-3» (2008)
- «Червоний лотос» (2008)
- «Уроки зваблювання» (2008)
- «Хороші хлопці» (2008)
- «Лабіринти брехні» (2009)
- «Полювання на Вервольфа» (2009)
- «При загадкових обставинах» (2009)
- «Третього не дано» (2009)
- «Диво» (2009)
- «Брат за брата» (2010)
- «Маршрут милосердія» (2010)
- «Паршиві вівці» (2010)
- «Єфросинья» (2010—2013)
- «Доярка з Хацапетовки-3» (2011)
- «Заграва» (2011)
- «Картина крейдом» (2011)
- «Костоправ» (2011)
- «Хто кому хто» (2011)
- «Маленька танцівниця» (2011)
- «Пончик Люся» (2011)
- «Нехай говорять» (2011)
- «Ялта-45» (2011)
- «Я тебе ніколи не забуду» (2011)
- «Анна Герман» (2012)
- «Лекції для домогосподарок» (2012)
- «Лист очікування» (2012)
- «Особисте життя слідчого Савельєва» (2012)
- «Порох і дріб» (2012)
- «Щасливий квиток» (2012)
- «Свати-6» (2012—2013)
- «Вбити двічі» (2013)
- «Бомба» (2013)
- «Тіні незабутих предків» (2013)
- «Ломбард» (2013)
- «Жіночий лікар-2» (2013)
- «Загублене місто» (2013)
- «Справа для двох» (2014)
- «Пес» (2015—2019)
- «Східні солодощі» (2016)
- «Недотуркані» (2016)
- «Вікно життя» (2016)
- «Чорна квітка» (2016)
- «Заповіт принцеси» (2017)
- «Дівчинки мої» (2018)
- «Вперше прощається» (2018)
- «За законом воєнного часу-2» (2018)
- «Родинні зв'язки» (2018—2020)
- «Схованки» (2019)
- «Суддя» (2019)
- «Роман з детективом» (2020)
- «Таємне кохання. Повернення» (2021)

### Актор у театрі
- Гамлет у постановці С. Мойсеєва «Трагедія Гамлета, принца данського»,
- Поццо — «Чекаючи на Ґодо» — Семюел Беккет,
- Аміас Поулет — «В моєму кінці — мій початок»,
- Войцек — «Войцек»,
- Левборг — «Гедда Габлер»,
- Андре Марті — «Диктатура совісті»,
- Крайсляндвірт — «Думка про кохання»,
- Астров — «Дядя Ваня»,
- Голохвастов — «За двома зайцями»,
- Павка Корчагін — «З весною я до тебе повернусь»,
- Обольянінов — «Зойчина квартира»,
- Мавпа — «Людина з хвостом»,
- Старий — «Маринований аристократ»,
- Чорна панчоха — «Московіада»,
- Толя — «Перший гріх»,
- Німецький офіцер — «Піти й не повернутися»,
- МакМерфі — «Політ над гніздом зозулі»,
- Заєць — «Пригоди Аліси в країні чудес»,
- Городничий — «РЕхуВІлійЗОР»,
- Ігор — «Слово о полку Ігоревім».

### Актор озвучення
- 2001 — Злюки бобри — всі ролі (одноголосе закадрове озвучення студії «Пілот» на замовлення телекомпанії «Новий канал»)
- 2001 — Губка Боб Квадратні Штани — всі чоловічі ролі (двоголосе закадрове озвучення телекомпанії «Новий канал»)
- 2002 — Пригоди Джекі Чана — Тору, Пацько, Чоу, Фінн, Гак Фу, Вальмонт, Капітан Блек (багатоголосе закадрове озвучення телекомпанії «Новий канал»)
- 2003 — Флінстоуни (1-2 сезони) — всі чоловічі ролі (двоголосе закадрове озвучення студії «Пілот» на замовлення телекомпанії «Новий канал»)
- 2007 — Сімпсони у кіно — Клоун Красті, Мер Квімбі, Жирний Тоні, Монтгомері Бернс (дубляж студії «Постмодерн»\"Central Production International Group")
- 2008 — Вольт — Доктор Каліко (дубляж студії «Le Doyen»)
- 2008 — Історія іграшок — Жилка (дубляж студії «Le Doyen»)
- 2008 — Історія іграшок 2 — Жилка (дубляж студії «Le Doyen»)
- 2008 — У пошуках Немо — Шмат (дубляж студії «Le Doyen»)
- 2009 — Різдвяна історія — Джо (дубляж студії «Le Doyen»)
- 2011 — Тачки 2 — Дядько Тополіно (дубляж студії «Le Doyen»)
- 2023 — Вартові галактики 3 — (дубляж студії «Le Doyen»)